# Альфлен
Альфлен (нем. Alflen) — община в Германии, в земле Рейнланд-Пфальц. 
Входит в состав района Кохем-Целль. Подчиняется управлению Ульмен.  Население составляет 832 человека (на 31 декабря 2010 года). Занимает площадь 13,42 км².